# Waldeshöh

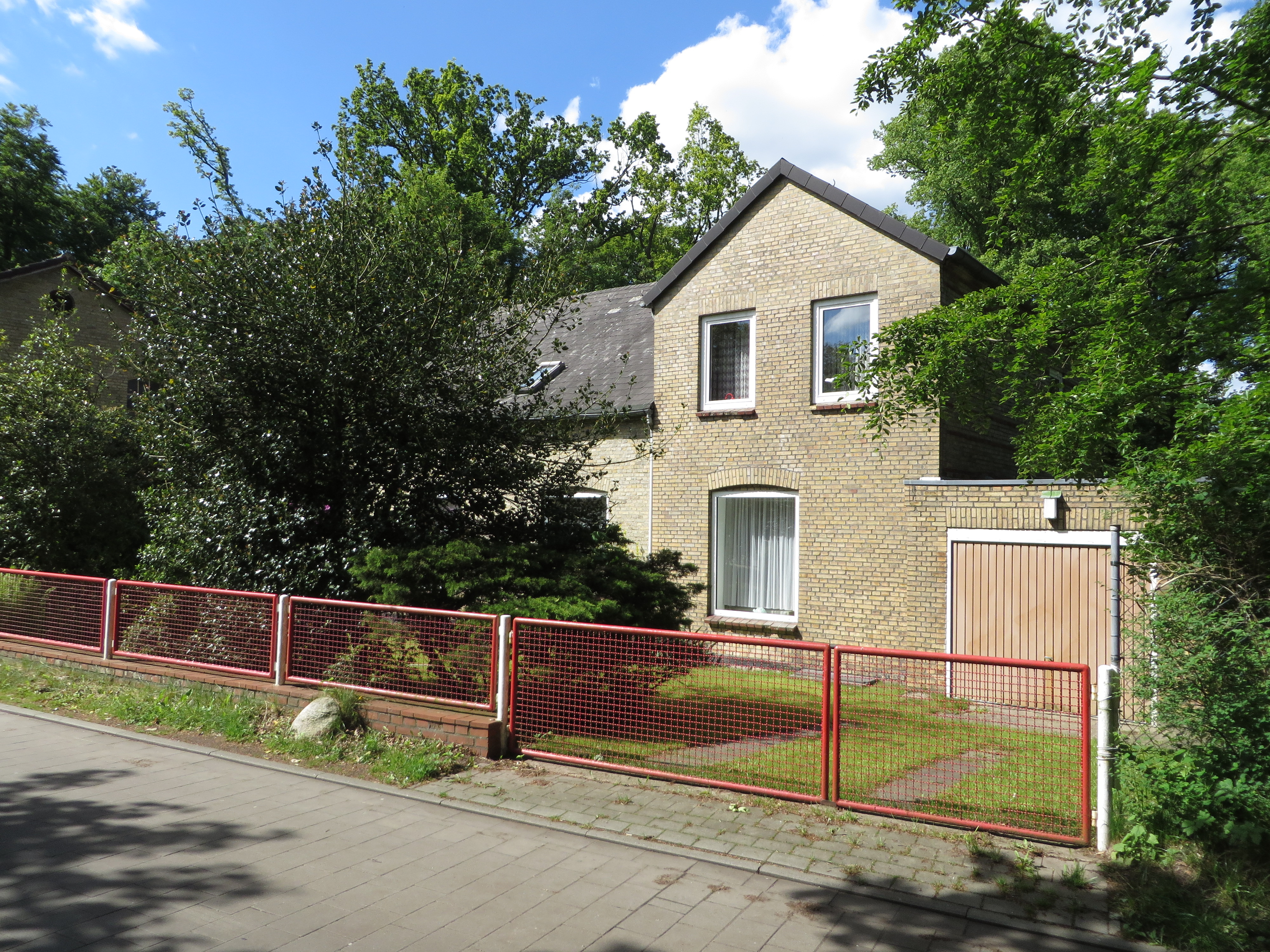
Villa Waldeshöh (Juni 2015)

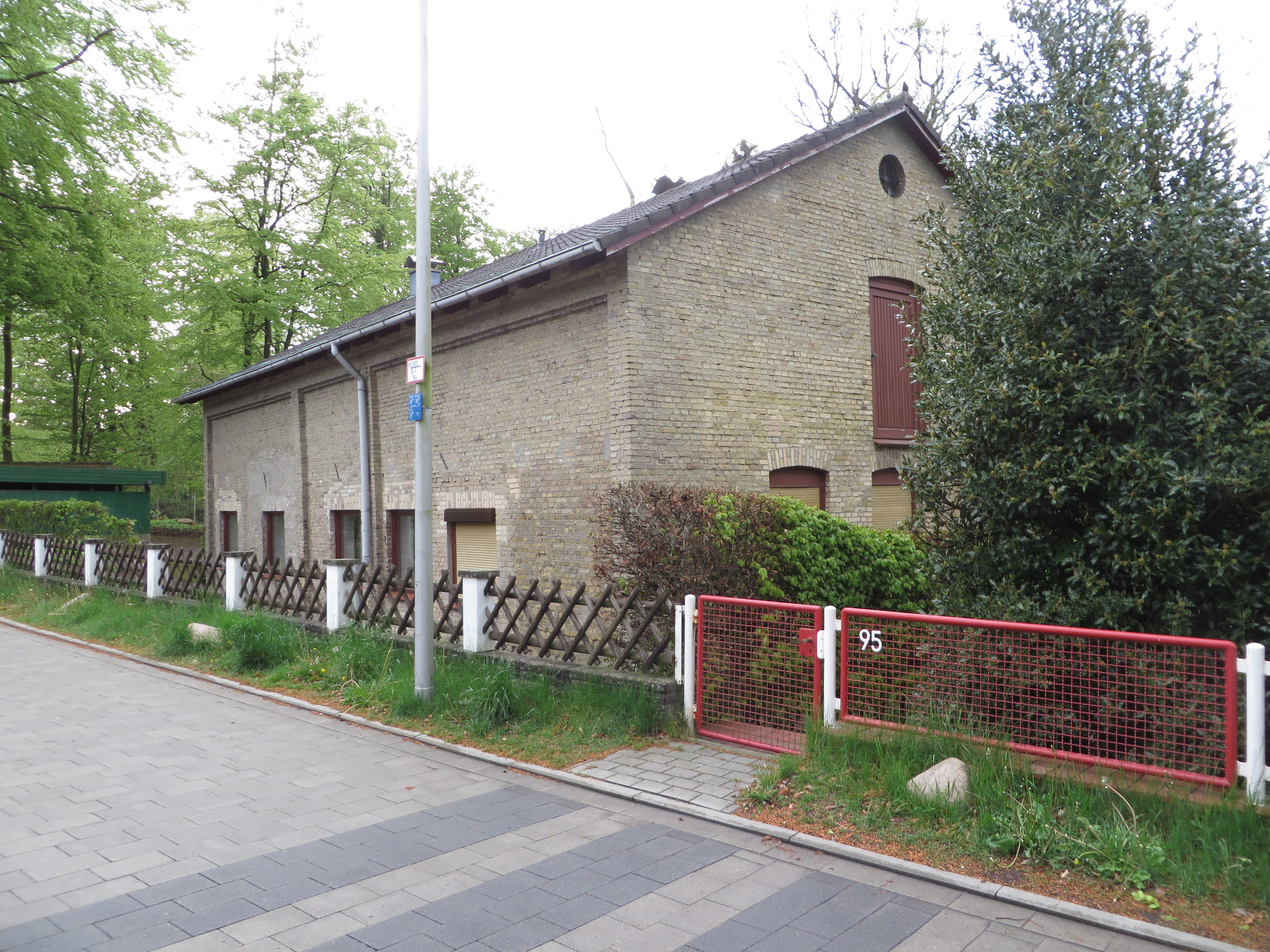
Wirtschaftsgebäude der Villa Waldeshöh (2015)

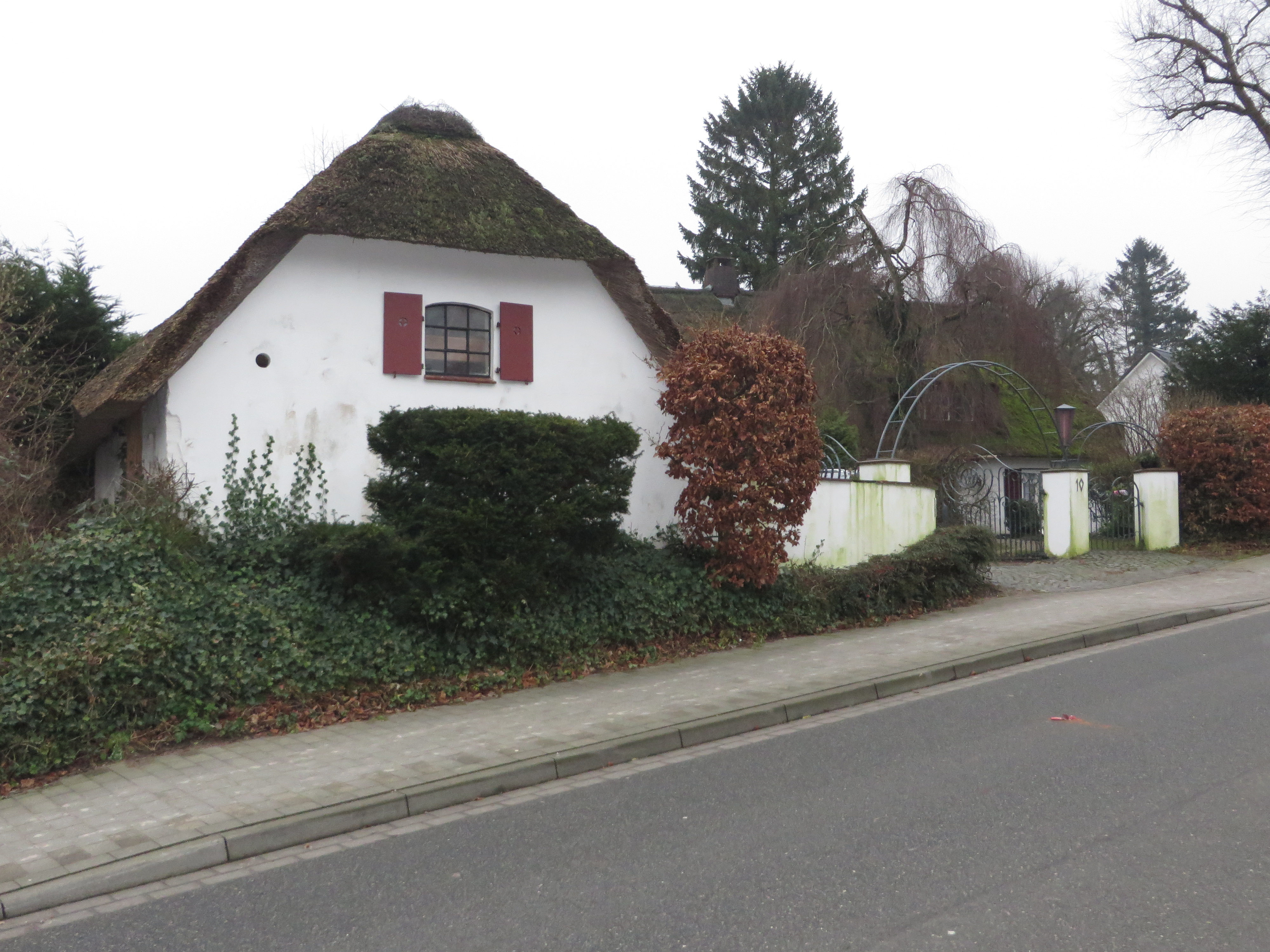
Solitüder Straße 10 bis 8 (2015)

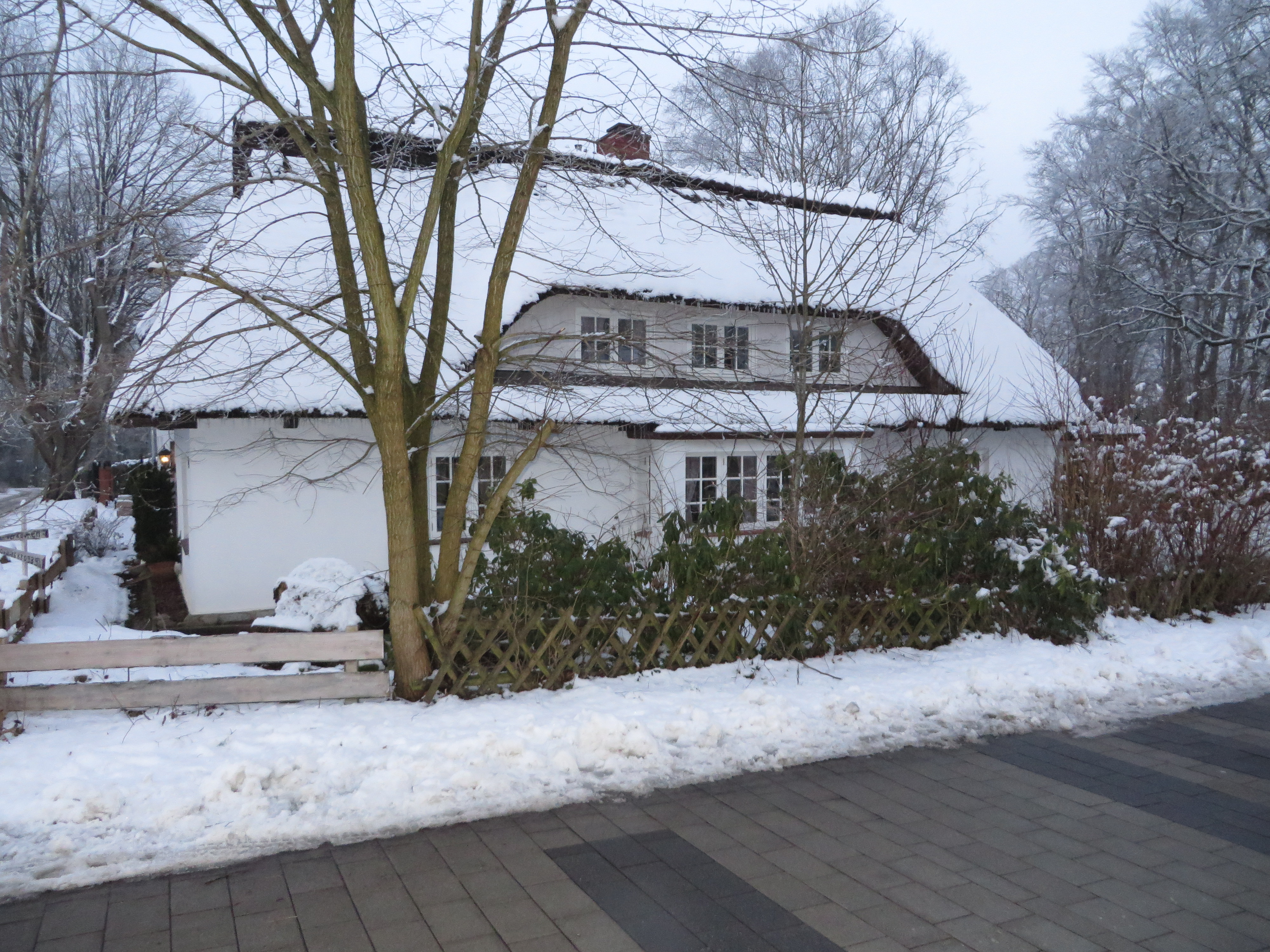
Die Kate Solitüder Straße 83 (Januar 2015)

Waldeshöh ist ein Gebiet der Stadt Flensburg im Nordosten des Stadtteils Mürwik, oberhalb des eigentlichen Solitüde. Waldeshöh gehört mit Fahrensodde, Twedter Holz sowie Twedter Mark und der Cäcilienschlucht zum Stadtbezirk Solitüde.

## Lage
Waldeshöh hat seinen Anfang an der Kreuzung Solitüder Straße / Schöne Aussicht und endet ungefähr beim östlich gelegenen Ende der Solitüder Straße. Die wenigen Häuser nördlich dieses Straßenabschnittes wie auch die südlich dieses Abschnittes gehören zum Gebiet Waldeshöh. In neuerer Zeit werden hin und wieder auch Teile des Bereichs Schöne Aussicht Waldeshöh genannt. Diese „neue“ Waldeshöh läge den verschiedenen Angaben nach offensichtlich zwischen Solitüde und Fahrensodde sowie Twedter Holz.

## Geschichte

### Entstehung
Wie alt der Name des Gebietes ist, ist unklar. Auf einer Karte aus dem Jahr 1933 ist Waldeshöh namentlich verzeichnet. Der Name Waldeshöh bezieht sich auf die Lage auf Höhe des Waldes. Das Gebiet gehörte früher wohl zu Twedter Holz und später zu Twedt. Am östlichen Rande des Gebietes, in der anliegenden Straße Solitüde, wurden im 18. Jahrhundert ein großes und ein kleines Reetdachhaus gebaut. Am Giebel des großen Gebäudes, Solitüde 8, sind die Jahreszahlen 1760–1960 angebracht. Das kleinere Wirtschaftsgebäude, Solitüde 10, trägt keine Jahreszahl. Diese beiden Gebäude gehörten möglicherweise zu der Ziegelei, die sich dort in der Gegend befand. Im frühen 19. Jahrhundert wurde eine weitere Kate an der Nordostecke der Kreuzung Solitüder Straße / Schöne Aussicht, in der Solitüder Straße 83, ehemals Twedter Holz 79, gebaut. 1906 folgte in der Solitüder Straße 93–94, ehemals Twedter Holz 94, die Errichtung der Villa Waldeshöh mit zugehörigem Wirtschaftsgebäude. Die Villa diente als Gastwirtschaft, hatte einen Obst- und Gemüsegarten als Lustgarten. Im Jahr 1910 wurde Waldeshöh zusammen mit Twedter Holz, Twedt, Fruerlund und Engelsby nach Flensburg eingemeindet.
Erst 1911 wurde die schon erwähnte Straße Schöne Aussicht angelegt. Nicht weit entfernt von Waldeshöh wurde zugleich ein Sommerhaus der Kaufmannsfamilie Schaberg errichtet. Das besagte Fachwerkhaus im Stil eines Forsthauses wurde vom Maurermeister H. Höft gebaut. Am 20. April erhielt die Straße ihren offiziellen Namen Schöne Aussicht. Das Gebäude trug aber dennoch offenbar zunächst die Adresse Twedter Holz 91. Später erhielt das Sommerhaus die Adresse Schöne Aussicht 49. 1919 wurden schließlich nördlich, direkt neben der Kate in der Solitüder Straße 83, ein Stall und eine Remise angefügt. Zwei weitere alte Häuser der Straße Schöne Aussicht sind zudem das 1929 errichtete Haus Schöne Aussicht 23 (früher Schöne Aussicht 19) sowie die Villa Schöne Aussicht 29 von 1934/35.

### Wachstum seit den 1960er Jahren
In den 1960er Jahren existierten in der gesamten Gegend weiterhin nur wenige Häuser. Erst in den 1970er und 1980er Jahren setzte eine verstärkte Bautätigkeit in der Gegend ein. Am 19. Oktober 1978 erhielt so auch die neue Straße, die von der Solitüder Straße auf der Höhe der Villa Waldeshöh ins südliche Gebiet von Waldeshöh abzweigt, den Namen Solitüder Waldhöhe (Solitude Skovbakke).

## Heutige Situation
Die einzelnen zuvor erwähnten Häuser gelten zwar als Kulturdenkmäler, keines von ihnen wurde aber bisher in die öffentliche Liste der Kulturdenkmale Mürwiks übertragen. Besonders der angrenzende Bereich Schöne Aussicht gilt heute als beliebtes Wohngebiet, sodass dort heute eher gut betuchte Bürger wohnen. Der angrenzende bewaldete Landschaftsteil mit dem Fördeufer ist eines der Landschaftsschutzgebiete der Stadt Flensburg. In der Gegend von Waldeshöh und Schöne Aussicht (neues Waldeshöh) befinden sich heute weiterhin trotz der Bebauung noch viele Bäume. Heutzutage befindet sich beidseits der Solitüder Straße nahe der Villa Waldeshöh, die Bushaltestelle Solitüder Waldhöhe.

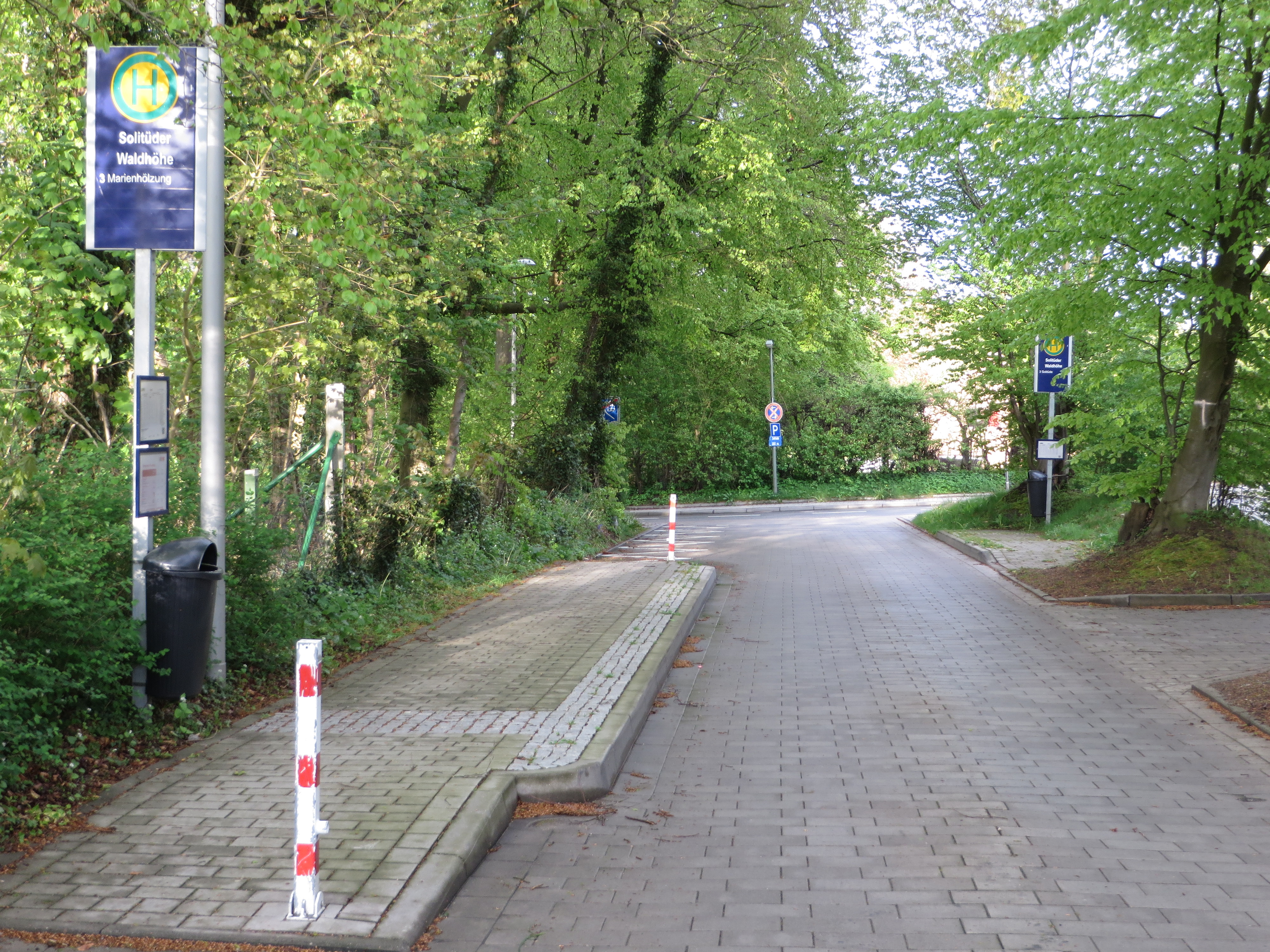
Bushaltestelle Solitüder Waldhöhe (2015)
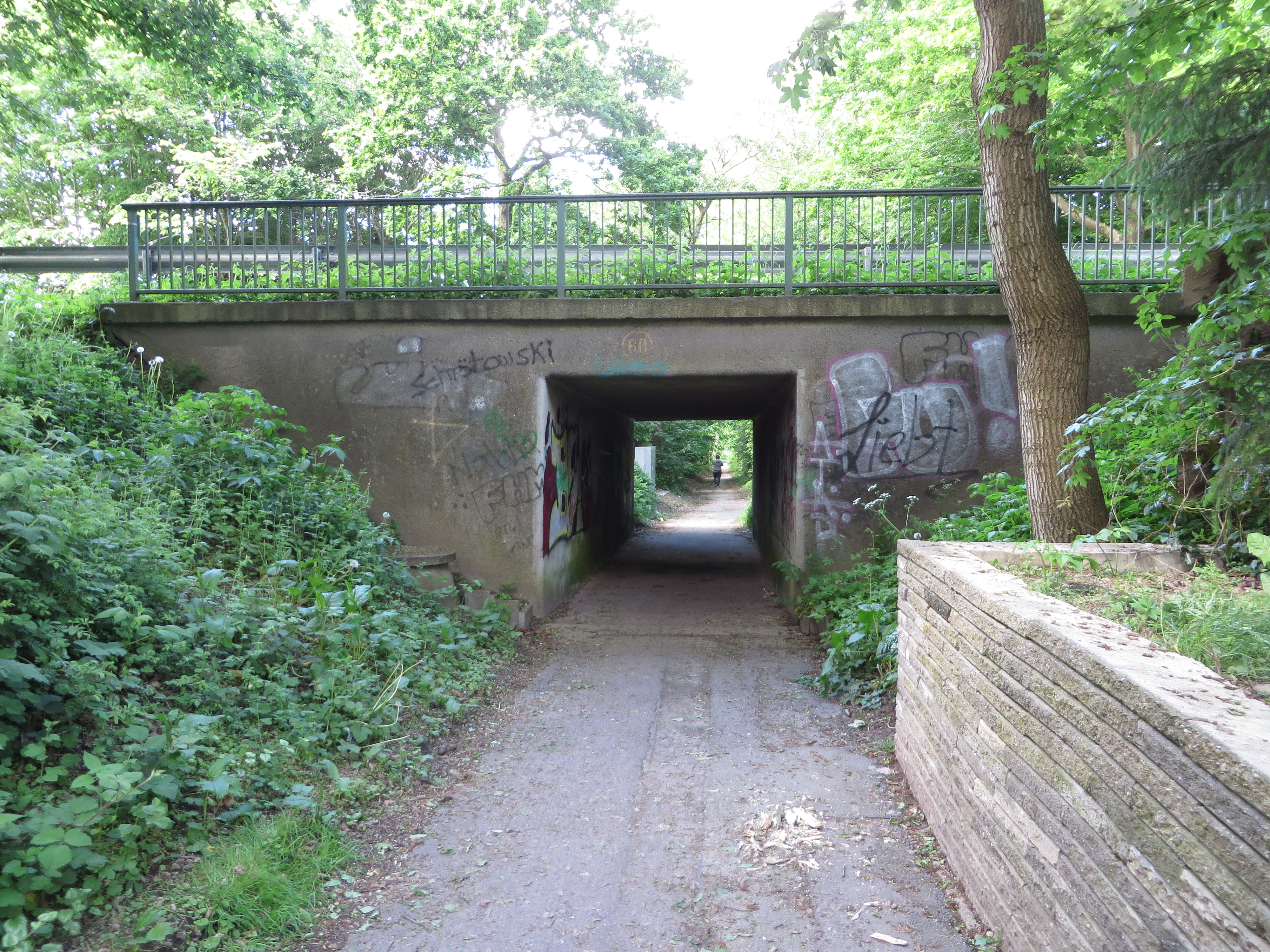
Durchgangsweg nach Waldeshöh von der Osterkoppel aus (2015)
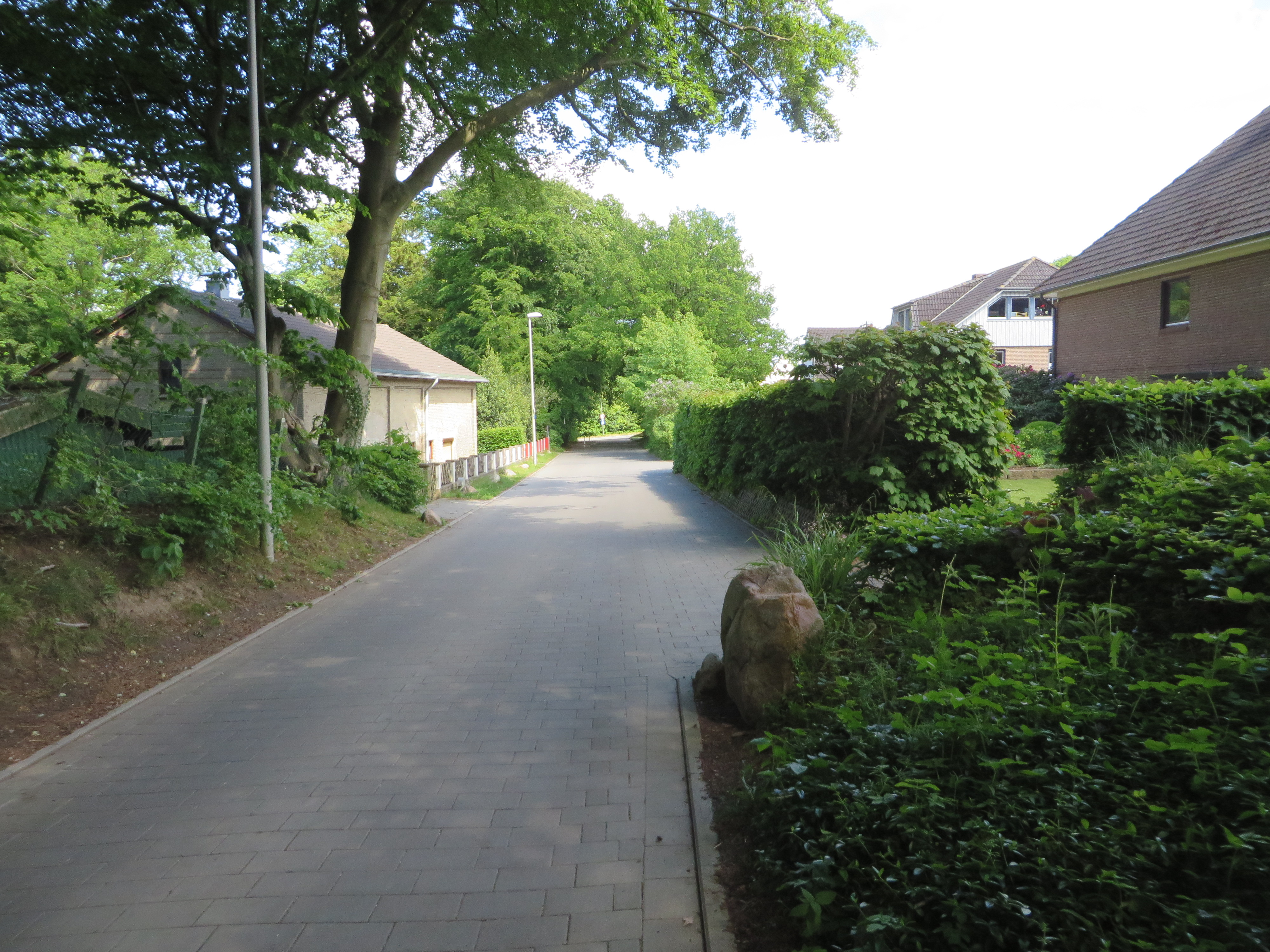
Waldeshöh (2015)
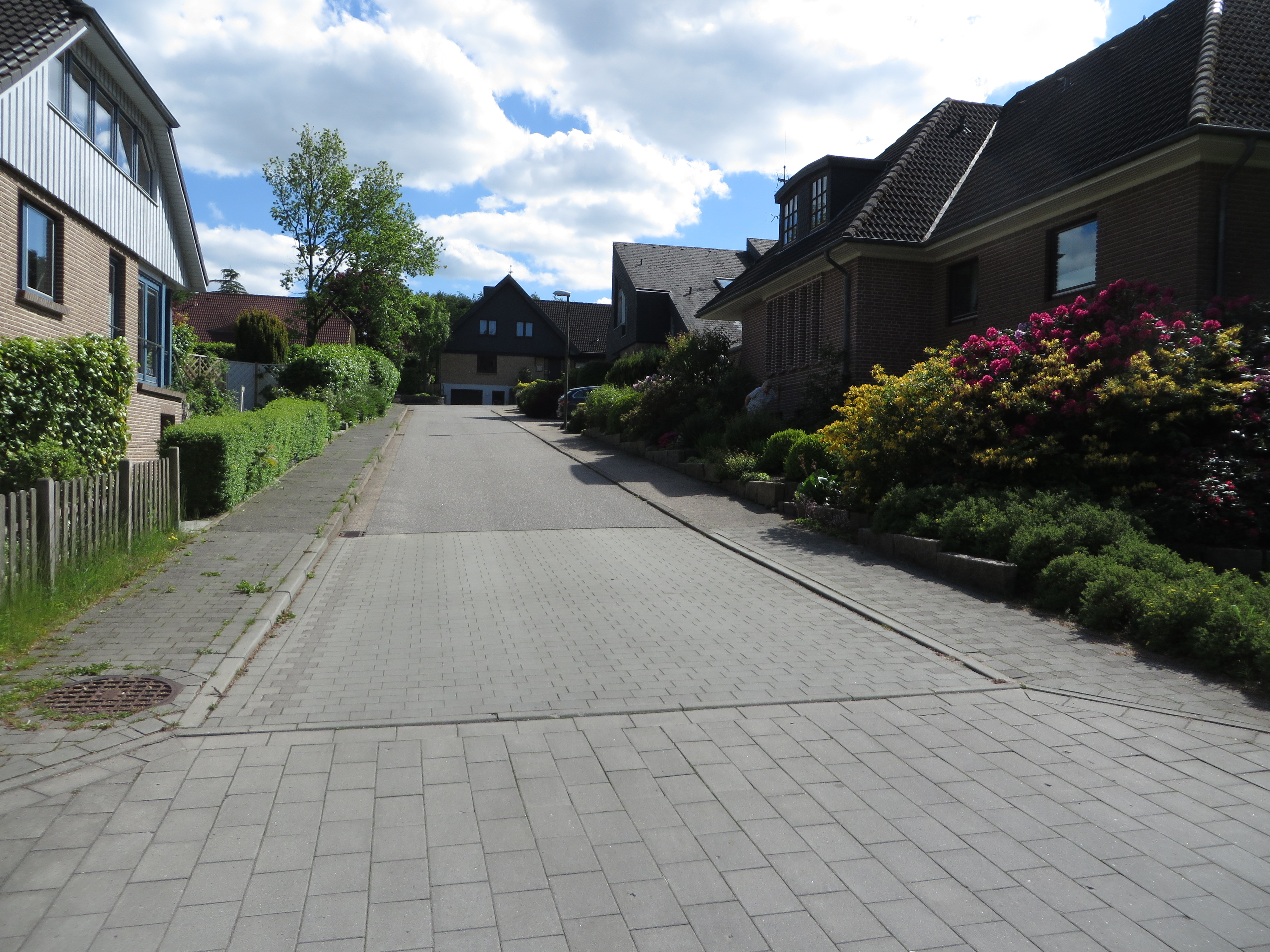
Die Straße Solitüder Waldhöhe (Juni 2015)
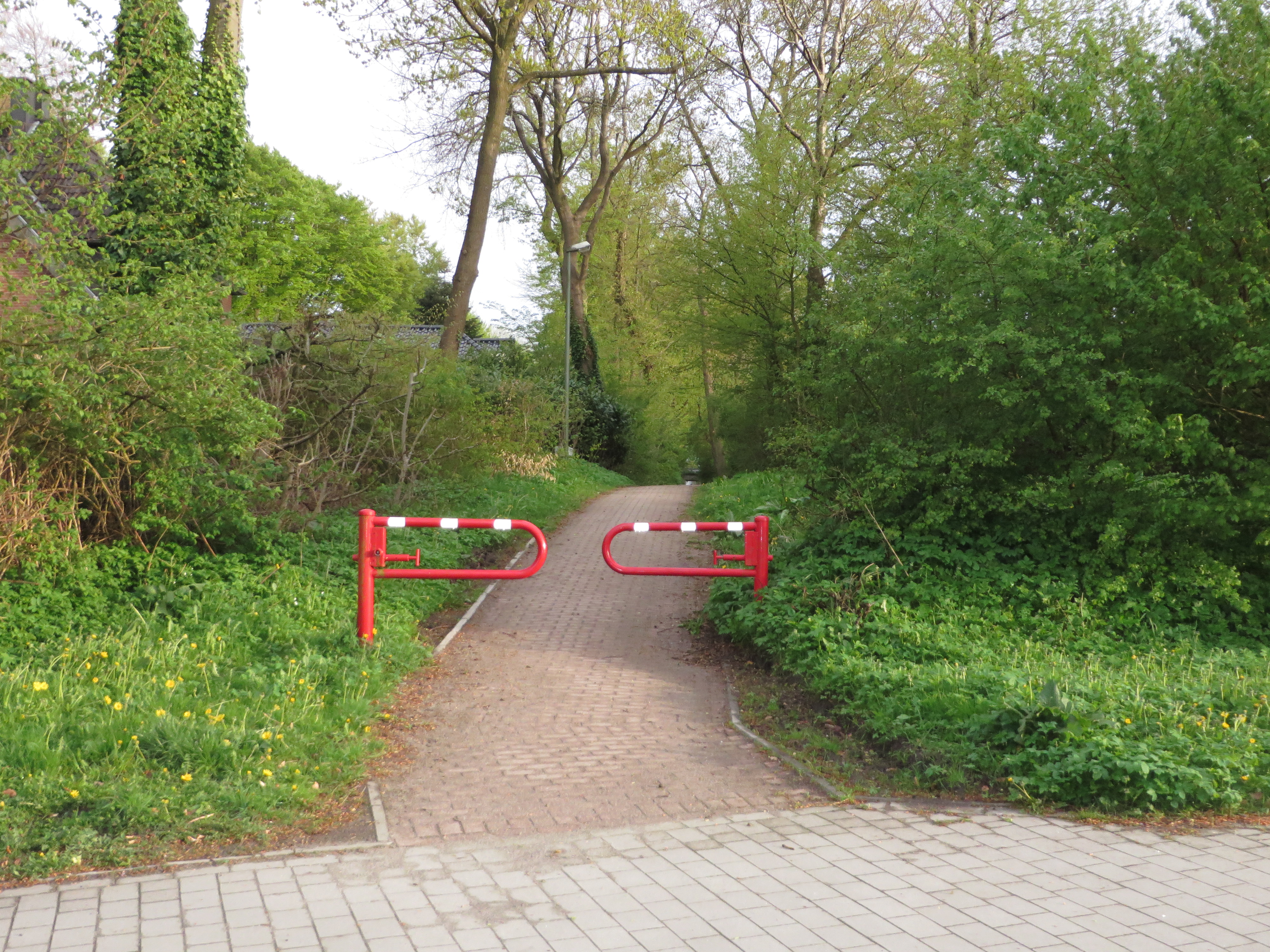
Der Verbindungsweg vom Stadtbezirk Friedheim nach Waldeshöh (Mai 2015)